# Geomalacus maculosus
Geomalacus maculosus је пуж из реда Stylommatophora.

## Угроженост
Ова врста није угрожена, и наведена је као последња брига јер има широко распрострањење.

## Распрострањење
Ареал врсте је ограничен на мањи број држава. 
Врста је присутна у Шпанији, Ирској и Португалу.